# Хакимов, Александр Геннадьевич
Алекса́ндр Генна́дьевич Хаки́мов (Чайта́нья Ча́ндра Чара́н Дас; род. 1 марта 1958, Кордай, Джамбулская область) — религиозный деятель и проповедник вайшнавизма; гуру и член Руководящего совета Международного общества сознания Кришны (ИСККОН). Также известен как писатель.
Вырос на Дальнем Востоке СССР. В школьные годы увлёкся рисованием. В 1978 году окончил художественное училище во Владивостоке. В 1982 году в Ленинграде впервые познакомился с индуистской культурой, прочитав книгу основателя ИСККОН Бхактиведанты Свами Прабхупады «Вне времени и пространства». 5 октября 1985 года встретил кришнаитов и начал практиковать бхакти-йогу. Позднее начал активно проповедовать и распространять кришнаитскую литературу в СССР. 1 мая 1987 года получил от духовного лидера советских кришнаитов Харикеши Свами духовное посвящение и имя на санскрите «Чайтанья Чандра Дас». После ухода Харикеши Свами из ИСККОН в 1998 году, в 2002 году получил духовное посвящение у Джаяпатаки Свами, который дал ему имя Чайтанья Чандра Чаран Дас.Женат
Много путешествует, читая лекции по «ведической философии и культуре».
Является автором ряда книг: «Карма. Размышления», «Реинкарнация. Размышления», «Совершенное общественное устройство. Размышления», «Уровни сознания. Размышления», «Духовная семейная жизнь», «Эволюция сознания», «Иллюзия и реальность», «Эволюция красоты». Его произведения «Иллюзия и реальность» в 2018 году и «Эволюция сознания» в 2019 году стали лауреатами премии «На Благо Мира».
17 января 2020 года открылась первая персональная выставка картин А. Г. Хакимова в государственном музее искусств имени Абылхана Кастеева в Алма-Ате. На выставке представлено более 50 оригинальных авторских работ.
2 февраля 2020 года А. Г. Хакимову присудили звание золотого лауреата «Евразийской международной премии» «за значительный вклад в сохранение духовности в полиэтнической Евразии».
Международный институт прикладных духовных технологий им. Джона Фейворса, почётным директором и духовным лидером которого является А. Г. Хакимов, в сентябре 2020 года стал мультирегиональным представителем URI (Инициативы объединённых религий — United Religions Initiative) при ООН. 10 декабря 2020 года Институт стал лауреатом 1 степени премии «На Благо мира» в номинации «Интернет-сайты».